# Thailand Open 2 2024
Il Thailand Open 2 2024 è stato un torneo di tennis disputato sul cemento. È stata la 7ª edizione del torneo facente parte della categoria WTA 250 nell'ambito del WTA Tour 2024. É la seconda edizione del torneo giocata nella stessa stagione in via eccezionale, in quanto si bisognava occupare uno spazio vuoto di un torneo di categoria WTA 250, poiché il torneo di Ningbo è aumentato di categoria WTA 500, sostituendo a sua volta il torneo cancellato di Zhengzhou. Si è giocato alla True Arena Hua Hin di Hua Hin in Thailandia, dal 16 al 22 settembre 2024.

## Partecipanti al singolare

### Teste di serie
| Nazionalità | Giocatrice         | Ranking* | Testa di serie |
| ----------- | ------------------ | -------- | -------------- |
| Ucraina     | Dajana Jastrems'ka | 34       | 1              |
| Rep. Ceca   | Kateřina Siniaková | 36       | 2              |
| Polonia     | Magda Linette      | 40       | 3              |
| Cina        | Wang Xinyu         | 42       | 4              |
| Cina        | Wang Xiyu          | 53       | 5              |
| Stati Uniti | Katie Volynets     | 57       | 6              |
| Giappone    | Moyuka Uchijima    | 64       | 7              |
| Francia     | Varvara Gracheva   | 66       | 8              |

* Ranking al 9 settembre 2024.

### Altre partecipanti
Le seguenti giocatrici hanno ricevuto una Wild card per il tabellone principale:
- Thasaporn Naklo
- Lanlana Tararudee
- Zheng Saisai

Le seguenti giocatrici sono passate dalle qualificazioni:

- Gao Xinyu
- Arianne Hartono
- Ksenija Laskutova
- Tat'jana Prozorova
- Mananchaya Sawangkaew
- Wei Sijia

### Ritiri
Prima del torneo
- Jéssica Bouzas Maneiro → sostituita da  Jana Fett
- Jaqueline Cristian → sostituita da  Mai Hontama
- Sofia Kenin → sostituita da  Rebeka Masarova
- Chloé Paquet → sostituita da  Alycia Parks
- Martina Trevisan → sostituita da  Rebecca Šramková
- Wang Yafan → sostituita da  Taylah Preston

Durante il torneo
- Varvara Gracheva

## Partecipanti al doppio

### Teste di serie
| Nazionalità | Giocatrice         | Nazionalità | Giocatrice         | Ranking* | Testa di serie |
| ----------- | ------------------ | ----------- | ------------------ | -------- | -------------- |
| Kazakistan  | Anna Danilina      |             | Irina Chromačëva   | 88       | 1              |
| Ungheria    | Tímea Babos        | Rep. Ceca   | Anna Sisková       | 130      | 2              |
| Italia      | Angelica Moratelli | Stati Uniti | Sabrina Santamaria | 165      | 3              |
| Ungheria    | Anna Bondár        | Egitto      | Mayar Sherif       | 217      | 4              |

* Ranking al 9 settembre 2024.

### Altre partecipanti
Le seguenti coppie di giocatrici hanno ricevuto una wild card per il tabellone principale:
- Viktorija Golubic /  Lanlana Tararudee
- Thasaporn Naklo /  Bunyawi Thamchaiwat

La seguente coppia di giocatrici è subentrata in tabellone come alternate:
- Ma Yexin /  Zheng Saisai

### Ritiri
Prima del torneo
- Anna Bondár /  Mayar Sherif → sostituite da  Ma Yexin /  Zheng Saisai

## Punti
| Evento    | V   | F   | SF | QF | 2T   | 1T | Q    | Q2   | Q1   |
| Singolare | 250 | 163 | 98 | 54 | 30   | 1  | 18   | 12   | 1    |
| Doppio    | 250 | 163 | 98 | 54 | N.D. | 1  | N.D. | N.D. | N.D. |

## Montepremi
| Evento    | V        | F        | SF       | QF      | 2T      | 1T      | Q2      | Q1      |
| Singolare | 35 250 $ | 20 830 $ | 11 610 $ | 6 608 $ | 4 040 $ | 2 890 $ | 2 140 $ | 1 380 $ |
| Doppio*   | 12 820 $ | 7 210 $  | 4 140 $  | 2 470 $ | N.D.    | 1 900 $ | N.D.    | N.D.    |

*per team

## Campionesse

### Singolare
Rebecca Šramková ha sconfitto in finale  Laura Siegemund con il punteggio di 6-4, 6-4.
- É il primo titolo in carriera per Šramková.

### Doppio
Anna Danilina /  Irina Chromačëva hanno sconfitto in finale  Eudice Chong /  Moyuka Uchijima con il punteggio di 6-4, 7-5.